# Roseland (Kansas)
Pour les articles homonymes, voir Roseland.
Roseland est une ville américaine située dans le comté de Cherokee, au Kansas. Selon le recensement de 2010, sa population est de 77 habitants.